# Mack Stengler
Macklyn Denelle Stengler, ou simplesmente Mack Stengler (Wisconsin, 31 de julho de 1895 — Hollywood, 27 de maio de 1962), foi um diretor de fotografia norte-americano com uma carreira em Hollywood, abrangendo 40 anos de carreira, tanto no cinema e televisão.

## Filmografia parcial
- We're in the Legion Now! (1936)
- King of the Zombies (1941)
- Ghosts on the Loose (1943)
- Lady, Let's Dance (1944)
- Why Girls Leave Home (1945)
- Adventures of Kitty O'Day (1945)
- Fall Guy (1947)